# Nicolas Mosar
Nicolas Mosar (25 de noviembre de 1927 - 6 de enero de 2004) fue un político, jurista y diplomático luxemburgués. Formó parte de la Comisión Europea, poder ejecutivo de la Unión Europea, desde 1985 a 1989.
Miembro del Partido Popular Social Cristiano, Mosar fue elegido por el ayuntamiento de Ciudad de Luxemburgo en 1959, permaneciendo allí hasta 1984, incluido un periodo como échevin. Entró en la Cámara de Diputados en 1969. Tras la derrota electoral de su partido en 1974, dejó la Cámara por dos años, regresando en 1976 para permanecer en el cargo hasta 1984. Durante ese tiempo, fue también el presidente de su partido (1972-1974).
En 1985 salta a la política europea, convirtiéndose en Comisario Europeo de Energía en la Comisión Delors sustituyendo a Étienne Davignon. Tras cuatro años en el cargo, lo abandonaría para convertirse en el embajador de su país en Italia hasta 1992. En su cargo como comisario lo sucedió António Cardoso e Cunha.